# 勒德马克
勒德马克（發音：[ˈʁøːdɐmaʁk] ⓘ）是德国黑森州达姆施塔特行政区奥芬巴赫县的城市，面积29.99平方千米，2023年12月31日人口为28,835人。